# Chimera (videogioco)
Chimera è un videogioco pubblicato nel 1985 per Amstrad CPC, Atari 8-bit, Commodore 64 e ZX Spectrum da Firebird Software, all'interno della collana a basso costo Super Silver. Nel 1992 uscì anche una conversione per la console portatile Watara Supervision.
Il protagonista del gioco è un astronauta che, salito a bordo di un'astronave ostile e priva di equipaggio, deve attivarne il meccanismo di autodistruzione.
Come genere è un'avventura dinamica, appartenente al filone di Knight Lore e Alien 8.

## Modalità di gioco
L'ambiente di gioco è un labirinto di 64 stanze, ciascuna una schermata fissa con visuale isometrica inclinata. Il giocatore controlla l'astronauta che si muove camminando nelle quattro direzioni con una tuta meccanizzata. Può raccogliere uno alla volta e utilizzare oggetti per risolvere le varie situazioni che si presentano. A complicare le cose, a volte gli oggetti da raccogliere sono nascosti dalla prospettiva tridimensionale e si individuano solo sbattendoci contro.
I pericoli dell'astronave sono oggetti inanimati come barriere elettriche, il cui contatto causa la sconfitta immediata, con un terrificante grido in voce digitalizzata.
Bisogna inoltre evitare di esaurire gli indicatori di cibo e acqua che calano col tempo e la fatica, l'acqua maggiormente se ci si trova nei pressi di un radiatore. Piccole ricariche di cibo e acqua possono essere trovate in giro.
Per completare il gioco bisogna trovare il modo di armare quattro testate e infine raggiungere il punto da cui poter fuggire.